# Now That You Got It
Now That You Got It è il quarto singolo estratto dall'album The Sweet Escape della cantante Gwen Stefani del 2006. La canzone, scritta dalla Stefani, dal produttore Swizz Beatz e da Sean Garrett, vede partecipe anche il cantante reggae Damian Marley per il remix del brano. Il singolo è stato pubblicato nel settembre 2007.

## Video musicale
Il video, diretto da The Saline Project, è girato a Porto Rico e in Giamaica. Il video è stato presentato a MTV Total Request Live il 4 settembre 2007. Il video comincia con una montagna nella quale è scritto "Gwen Stefani Presents" e subito dopo un'altra montagna con "Now That You Got It". Dopo si passa a una sequenza in cui Gwen Stefani canta con Damian Marley, e subito dopo ad un'altra in cui la cantante insieme alle Harajuku Girls sono a bordo di alcuni scooter. Durante il ritornello, la cantante, Marley e le Harajuku Girls sono vicino ad un lago. La scena finale vede la Stefani cantare contro un muro, e le Harajuku Girls su un tetto.

## Tracce
Enhanced Maxi CD Single
1. Now That You Got It (Album Version) - 3:00
2. Now That You Got It (Main Mix aka Remix) (featuring Damian Marley) - 3:27
3. Now That You Got It (Hybrid aka Single Version) (featuring Damian Marley) - 3:08
4. Now That You Got It (Video) - 3:11

Australian CD Single
1. Now That You Got It (Album Version) - 3:00
2. Now That You Got It (Main Mix aka Remix) (featuring Damian Marley) - 3:27
3. Now That You Got It (Hybrid aka Single Version) (featuring Damian Marley) - 3:08

12" Vinyl Single
- A-Side

1. Now That You Got It (Single Version) (featuring Damian Marley)
2. Now That You Got It (Album Version)
3. Now That You Got It (Instrumental)

- B-Side

1. Now That You Got It (Main Mix aka Remix) (featuring Damian Marley)
2. Now That You Got It (Dub)

Promo CD Single
1. Now That You Got It (Album Version) - 3:00
2. Now That You Got It (Hybrid aka Single Version) (featuring Damian Marley) - 3:08

Maxi CD Single
1. Now That You Got It (Album Version) - 3:00
2. Now That You Got It (Main Mix aka Remix) (featuring Damian Marley) - 3:27

## Classifiche
| Classifica (2007) | Posizione più alta |
| ----------------- | ------------------ |
| Australia         | 37                 |
| Austria           | 60                 |
| Germania          | 73                 |
| Italia            | 26                 |
| Norvegia          | 17                 |
| Nuova Zelanda     | 21                 |
| Regno Unito       | 59                 |